# Jean IV. de Rieux

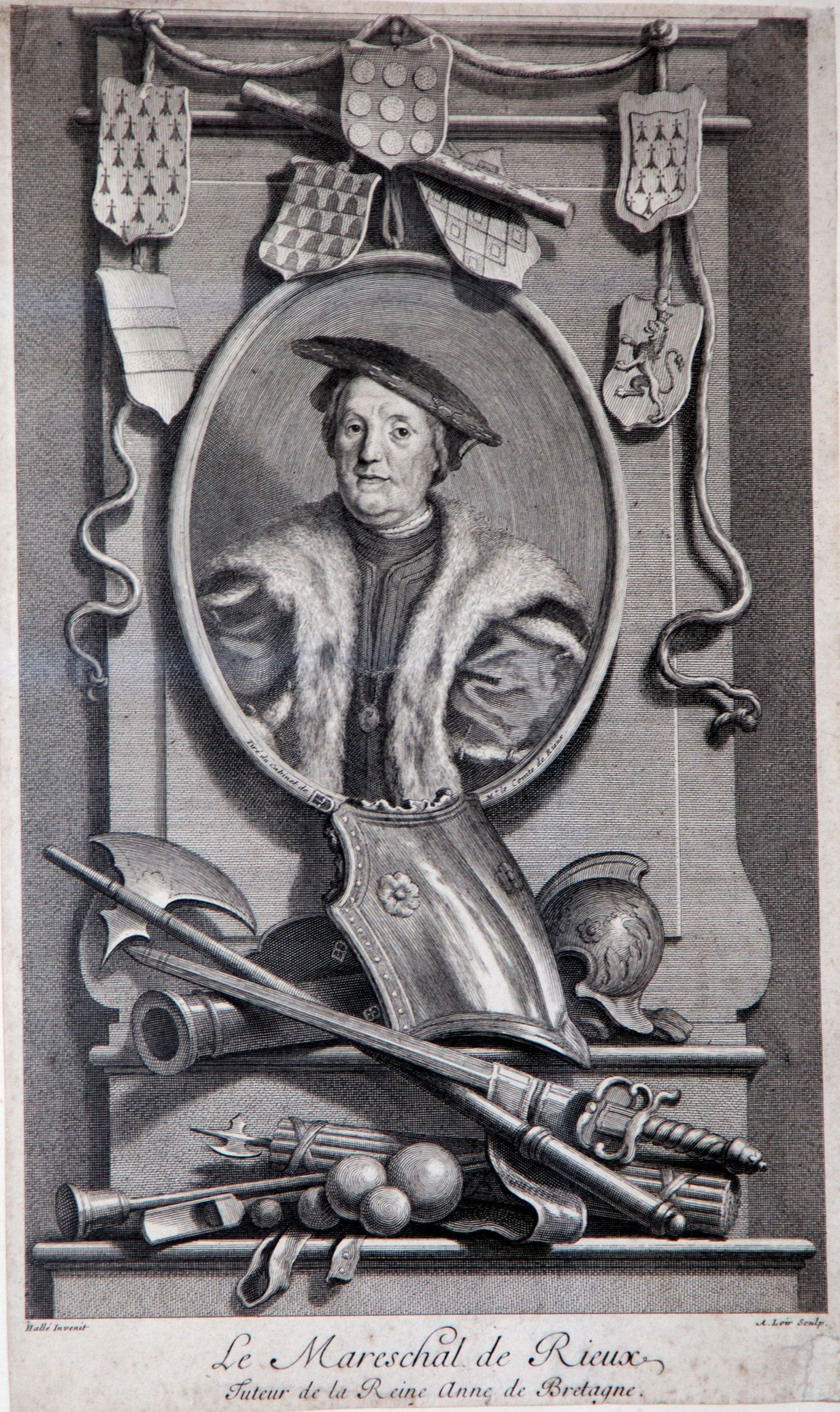
Le Maréchal de Rieux, Gravur von Alexis Loir nach Noël Hallé (1711–1781), Château de Harcourt

Jean (IV.) de Rieux (* 27. Juni 1447; † 9. Februar 1518) war ein bretonischer Adliger, Sire de Rieux et de Rochefort, Comte de Harcourt sowie Marschall der Bretagne, weswegen er häufig als Maréchal de Rieux bezeichnet wird.

## Leben
Jean de Rieux war der Sohn von François I. de Rieux (1418–1458), Sire de Rieux et de Rochefort, Comte de Harcourt, Vicomte de Donges, Baron d’Ancenis, und Jeanne de Rohan, einer Tochter von Vicomte Alain IX. de Rohan und Marguerite Montfort, einer Tochter des bretonischen Herzogs Johann V.
1461 lebte er unter Vormundschaft seiner Mutter und der Pflegschaft von Herzog Franz II. von Bretagne, dem er 1465 in die Guerre du Bien public folgte. Er gehörte zu den Unterzeichnern des die Auseinandersetzung abschließenden Friedensvertrages.
1470 wurde er zum Marschall der Bretagne, am 5. September 1472 zum Lieutenant-général des Armées du Duc de Bretagne, und ebenfalls 1472, nach dem Tod seines Schwiegervaters Jean IV. Raguenel, Seigneur de Malestroit († 24. Dezember 1471), zum Kapitän von Rennes ernannt.
Als der Herzog die Regierung der Bretagne zu sehr seinen Beamten unter Führung des Ersten Ministers Jean Landais überließ, verbündete sich eine Grupp von Aristokraten unter Führung des Fürsten von Orange Jean IV. de Chalon-Arlay dagegen – Landais war bestrebt, die Beziehungen zu England zu stärken, seine Gegner hingegen sicherten sich die französische Unterstützung für einen bewaffneten Einfall zum Sturz und zur Hinrichtung des Ministers. Jean de Rieux hatte sich 1484 den Adligen angeschlossen, wurde seiner Ämter enthoben, aber wieder eingesetzt, als er im Jahr darauf in den Dienst Franz‘ II. zurückkehrte. Nach dem Sturz und der Hinrichtung von Landais war er nun selbst de facto der Erste Minister des Herzogs.
Am Ende der nun (aus anderen Gründen) ausbrechende Guerre folle kommandierte Jean de Rieux er am 28. Juli 1488 die Vorhut in der Schlacht bei Saint-Aubin-du-Cormier gegen die Truppen des französischen Königs Karl VIII. und konnte anschließend die Reste der unterlegenen Armee bei Dinan wieder sammeln.
Kurz vor seinem Tod am 9. September 1488 ernannte Franz II. ihn zum Tutor und Gardien seiner beiden Töchter, der Erbin Anne de Bretagne und deren Schwester Isabelle, und damit zu einem der Regenten der Bretagne für die minderjährige Anne, gemeinsam mit deren Gouvernante Françoise de Dinan (die Witwe von Guy XVI., Comte de Laval, und Schwiegermutter seiner ältesten Tochter) und Alain d’Albret, dem Halbbruder des verstorbenen Herzogs.
Seiner Vermittlung ist es zu verdanken, dass im Dezember 1491 die Ehe zwischen Anne de Bretagne und Karl VIII. geschlossen wurde. Jean de Rieux trat nun in den Dienst des französischen Königs und begleitete ihn auf dessen Feldzügen, unter anderem auch beim Italienfeldzug 1494/95, der am 22. Februar 1495 zur Eroberung von Neapel führte.
Nach dem Tod Karls VIII. (7. April 1498) nahm er an der Heirat (8. Januar 1499) von Anne de Bretagne und dem neuen König Ludwig XII. teil. Dieser ernannte ihn – gemeinsam mit dem Maréchal de Gié – zum Kommandeur der Armee, die er 1503 an die spanische Grenze schickte, wobei er die Aufgaben im Roussillon übernahm, während Gié (und Albret) an der Atlantikküste die Pyrenäen Richtung Fontarrrabie überschritten. Jean de Rieux erkrankte bei der Belagerung des Forts von Salses, wovon er sich nicht wieder erholte.
Er starb am 9. Februar 1518 im Alter von 71 Jahren und wurde in der Kirche der Cordeliers in Ancenis bestattet.

## Ehe und Familie
Jean de Rieux heiratete in erster Ehe 1461 Françoise Raguenel († 1481), Dame de Malestroit, Derval, Rougé, Châteaugiron und La Bellière, Tochter von Jean IV. Raguenel und Gillette de Châteaugiron; das einzige Kind aus dieser Ehe ist:
- Francoise de Rieux (* 1461; † 30. Oktober 1532), Dame de Malestroit; ⚭ (Ehevertrag 11. Juni 1488) François de Laval, Seigneur de Châteaubriant, de Candé, de Beumanoir, et de Montafilant († 15. Januar 1503), Sohn von Guy XIV., Comte de Laval, und Françoise de Dinan, Dame de Châteaubriant – die Eltern von Jean de Laval-Châteaubriant

Er heiratete in zweiter Ehe 1495 Claude de Maillé, Tochter von Hardouin IX. de Maillé und Antoinette de Chauvigny; sie kam im Jahr ihrer Hochzeit bei einem Brand im Château d’Elnen ums Leben.
Er heiratete 1496 in dritter Ehe Isabeau de Brosse († 21. März 1517), Tochter von Jean III. de Brosse, dit de Bretagne, Comte de Penthièvre, Vicomte de Bridiers, und Louise de Laval, Tochter von Guy XIV. de Laval und Isabeau de Bretagne. Ihre Kinder sind:
- Claude (I.) de Rieux (* 15. Februar 1497; † 19. Mai 1532), Sire de Rieux et de Rochefort, Comte d’Harcourt et d’Aumale; ⚭ (1) (Ehevertrag 10. November 1518) Catherine de Laval (* 1504; † 31. Dezember 1526), Tochter von Guy XVI. de Laval und Catherine (alias Charlotte) Infantin von Aragon – die Eltern von Renée de Rieux, Erbin von Laval, die den Namen Guyonne annahm; ⚭ (2) 29. November 1529 (mit Dispens des Papstes Clemens VII. vom 3. Oktober 1529) Suzanne de Bourbon († Februar 1570), Tochter von Louis de Bourbon, Prince de La Roche-sur-Yon, und Louise de Bourbon, Comtesse de Montpensier, und Schwester von Charles de La Roche-sur-Yon
- François de Rieux, Seigneur d’Assérac; ⚭ Renée de La Feillée, Dame du Gué-de-L’Isle, Tochter von François, Seigneur de La Feillée, Vicomte de Plouider, und Cyprienne de Rohan, Dame de Gué-du-l’Isle
- Jean de Rieux († 24. Dezember 1563), Seigneur de Châteauneuf et de Sourdéac, Abt von Kloster Prières bis 1533, 1525–1544 Bischof von Saint-Brieuc, 1544/45 Bischof von Tréguier; ⚭ 1548 Béatrix de Jonchères, Dame de La Perrière-en-Anjou, Tochter von Claude de Jonchères, Seigneur de La Perrière, und Marie de Chanahai, Witwe von Jean de Montecler, Seigneur de Bourgon – die Eltern von Renée de Rieux, demoiselle de Châteauneuf (1541–1582), der Mätresse des Königs Heinrich III.
- Péronelle de Rieux († ledig)